# 한국메세나협회
한국메세나협회는 기업의 메세나 활동을 통해 문화예술에 대한 국민의식을 높이고, 한국의 경제와 문화예술의 균형발전에 기여하기 위해 1994년 전국경제인연합회를 비롯한 경제5단체를 중심으로 설립됐다.      
1990년대 들어 눈부신 경제 성장을 이루던 시기에 재계와 정부에서는 우리나라가 선진국으로 진입하는 데 있어 경제와 예술이 무관한 분야가 아니며 글로벌 시장에서 국가의 이미지 제고를 위해서 예술 발전은 필수적이라는 인식이 확대됐다. 또한 문화예술과 기업의 전략적 협력이 보편화된 유럽, 미국 등의 선진국처럼 예술후원 활동을 재계 공동의 관심사로 다루어야 한다는 공감대가 형성됐고, 이를 추진하는 구심체 역할을 수행하기 위해 한국메세나협회가 발족했다.      
자국의 문화예술 발전을 위해 전 세계 17개국에서 메세나 기구가 운영되고 있으며, 1967년 미국에서  Business Comunittee for the Arts(BCA)가 창설된 이후 1976년 영국, 1979년 프랑스, 1990년 일본에서 메세나 단체가 설립된 바 있다. 한국메세나협회는 220여 개의 기업을 회원사로 두고 있으며, 사회 전반에 예술후원에 대한 인식을 조성하고 소득·지역·계층 간의 문화적 불균형을 해소하기 위한 다양한 사업을 전개하고 있다. 주요 사업으로는 △기업과 예술단체 간의 파트너십을 연결하는 기업과 예술의 만남 사업 △출연 기업들과 협력해 지역사회와 시민들의 문화접근권을 확대하는 문화공헌 사업 △기업 메세나 활동에 필요한 정보자료를 제공하기 위한 조사·연구·학술 사업 △문화예술 발전에 기여한 기업(인)을 발굴·시상하는 메세나대상 시상식 등이 있다.   

2013년, ‘메세나법’으로 알려진 『문화예술 후원 활성화에 관한 법률』이 한국메세나협회의 입법 지원 사업을 통해 국회를 통과했고, 이 법률은 정부가 기업의 메세나 활동을 장려하는 근거 기능을 하고 있다. 기업의 메세나 활동을 확대하기 위해 문화체육관광부, 한국문화예술위원회와 협력해 ‘예술지원 매칭펀드’ 사업을 운영하고 있으며 한국메세나협회가 매년 조사하여 공표하고 있는 ‘기업 문화예술 지원 현황 조사’는 국내 유일의 메세나 관련 통계자료로 활용되고 있다.   

## 미션
- 우리나라 기업과 문화예술의 균형발전에 기여
- 메세나 확산을 위한 사회적 분위기 조성
- 기업과의 협력을 통해 소득·계층·지역 간 문화적 불균형 해소

## 핵심활동
- 기업의 기초예술분야 지원 활성화
- 문화예술 진흥을 위한 기업 사회공헌사업 협력
- 효율적 예술지원 방안 연구 및 자료 · 데이터 제공
- 문화예술 지원 기업에 대한 사회적 이미지 제고
- 기업의 문화예술 지원 촉진을 위한 법제도 개선 및 정책 건의

## 역대회장
- 01대 : 최원석 동아건설 회장 (1994년~)
- 02대 : 최원석 동아건설 회장 (~1999년)
- 03대 : 윤병철 하나은행 회장 (1999년~2000년)
- 04대 : 손길승 SK그룹 회장 (2000년~2003년)
- 05대 : 박성용 금호아시아나그룹 명예회장 (2003년~2005년)
- 06대 : 박영주 이건산업 회장 (2005년~)
- 07대 : 박영주 이건산업 회장 (~2012년)
- 08대 : 박용현 두산연강재단 이사장 (2012년~2015년)
- 09대 : 박삼구 금호아시아나그룹 회장 (2015년~2018년)
- 10대 : 김영호 일신방직 회장 (2018년~2021년)
- 11대 : 김희근 벽산엔지니어링 회장 (2021년~현재)

## 조직구성
- 총회
- 이사회
- 사무처